# Dieter Carl Wasshausen
Dieter Carl Wasshausen  (1938, Jena - ) é um botânico norte-americano de origem alemã .
Foi curador no Herbário Nacional, que é custodiado pelo Smithsonian Institution (National Museum of Natural History), entre 1976 e 1981.
Recebeu seu grau de mestre pela Universidade G. Washington em 1965, e seu doutorado em 1972.

## Publicações
- 1975. The genus Aphelandra (Acanthaceae). Ed. Smithsonian Institution Press. 157 pp. il. em linha

## Homenagens
Recebeu a "Medalha Willdenow".